# Vierge à l'Enfant avec deux saints
Vierge à l'Enfant avec deux saints ou Vierge à l'Enfant avec saint Antoine abbé et saint Georges est une peinture à l'huile sur panneau de bois réalisée par l'artiste italien Pisanello vers 1445, et conservée à la National Gallery de Londres. C'est son seul panneau signé (Pisanus) et l’une des quatre peintures sur panneau qui lui sont attribuées avec certitude.

## Description
Cette peinture déroutante semble divisée en deux moitiés. Au sommet, la Vierge et l’Enfant s’embrassent dans un disque solaire doré entouré de zébrures flamboyantes. Dans la moitié basse de la composition, saint Antoine abbé sonne sa cloche et porte le regard vers un élégant chevalier. C’est saint Georges, vêtu d’une armure du XVe siècle et d’un élégant chapeau de paille – une mode française contemporaine. Son emblème du dragon s’enroule autour de ses jambes, grondant contre le sanglier d’Antoine.
Seul saint Antoine porte une auréole, un disque doré perspectif. Les dorures sur saint Georges apparaissent sur les éperons, la poignée de son épée, le col, les rivets et les fermetures de son armure, le harnais de sa monture.

## Histoire
Le tableau fut enregistré dans la collection Costabili à Ferrare en 1841 avant d'être acheté en 1862 par Sir Charles Eastlake, dont la veuve le légua à la National Gallery cinq ans plus tard.

## Source de traduction
- (en) Cet article est partiellement ou en totalité issu de l’article de Wikipédia en anglais intitulé « Madonna and Child with Two Saints (Pisanello) » (voir la liste des auteurs).